# 济南无轨电车
济南无轨电车，是指由济南公交集团有限公司在济南市区（历下区、市中区、槐荫区、天桥区、历城区）内运营的公交无轨电车系统。

## 线路
截至2023年11月4日，济南无轨电车开通线路18条，另有部分线路使用无轨电车全程脱线运行。
| 路线            | 停靠站点 | 长度    |  |
| --------------- | --- | ------- |  |
| K101 （24小时） | 济南大学（Jinan University）～甸柳庄（Dianliuzhuang） 24小时运行 济南大学、后龙、青龙山长途客运站、王官庄小区、王官庄、试验机厂、南辛庄西路南辛庄街、营市街经十路（下行）/南辛庄西路经十路（上行）、营市街经六路、经四路西口、经四纬十、省立医院、山东省眼科医院、经四纬三、大观园、人民商场、共青团路、趵突泉北门（上行）/西门（下行）、芙蓉街、天地坛街、青龙桥、解放桥东、中心医院、解放路山大路、百花剧院、公交集团（下行）、甸柳庄（不清客终点站）、二环东路和平路口（上行）、葛家庄（上行）、燕子山路和平路（上行）、燕子山路北口（上行） | 16.5 km |  |
| K102/夜102      | 济南大学（Jinan University）～葛家庄（Gejiazhuang） 5:00～24:00 5:00～24:00 济南大学、后龙、青龙山长途客运站、王官庄小区、王官庄、试验机厂、南辛庄街南辛庄西路、南辛庄、经七路西口、经七路振兴中街、经七纬十二、经七纬八、经七路小纬六路、经七纬四、经七纬二、杆石桥、饮虎池、趵突泉南门、泉城广场、银座商城、泺源大街棋盘街、山东新闻大厦、和平路山师东路、和平路历山东路、和平路山大路、燕子山小区、和平路燕子山路、葛家庄 | 13.6 km |  |
| B103            | 砚泉（Yanquan）～大观园（Daguanyuan） 5:30～21:30 6:00～22:05 砚泉(BRT)、解放东路二环东路(BRT)、甸柳庄、公交集团、百花剧院、解放路山大路、中心医院、解放桥南、历山路和平路、文化西路东口（下行）/历山路文化东路（上行）、文化西路千佛山路、省中医、广智院街、趵突泉南门（下行）、饮虎池（下行）、杆石桥（下行）、经七纬二（下行）、大观园（不清客终点站）、人民商场（上行）、共青团路（上行）、趵突泉东门（上行） | 9.7 km  |  |
| BRT-1/夜BRT-1   | 济南西站公交枢纽（Jinanxi Station Bus Terminal）～全福立交桥西（Quanfu Overpass Xi） 5:10～24:00 5:10～22:30 济南西站公交枢纽、齐州路威海路、齐州路兴福寺路、青岛路齐州路(BRT)、青岛路腊山河西路(BRT)、青岛路淄博路(BRT)、青岛路潍坊路(BRT)、匡山立交桥东(BRT)、黄岗路(BRT)、交通学院(BRT)、西苑小区(BRT)、无影山路(BRT)、无影山东路(BRT)、长途汽车站(BRT)、东工商河路(BRT)、三孔桥(BRT)、生产路北口(BRT)、北关北路(BRT)、历黄路(BRT)、东泺河路(BRT)、历山路(BRT)、车站北街(BRT)、南全福街(BRT)、北全福(BRT)、全福立交桥西(BRT) | 17.0 km |  |
| BRT-4           | 鹊华大道卧东路（Quehua Dadao Wodong Rd.）—山东技师学院(Shandong Technician Institute) 5:10～22:30 5:30～22:30 鹊华大道卧东路、鹊华大道卧中路、鹊华大道卧牛山路、鹊华大道小马桥路、华山珑城公交车场、鹊华大道北陈路、鹊华大道柳林路、济南外国语学校西门、华山路济华路、泺华路华山路、宋刘村、石门(BRT)、荷花路西口(BRT)、全福立交桥北(BRT)、南全福街东口(BRT)、鑫达小区(BRT)、七里堡(BRT)、花园路中段(BRT)、省图书馆(BRT)、工业南路西口(BRT)、甸柳庄(BRT)、和平路东口(BRT)、燕山立交桥北(BRT)、燕山立交桥南站(BRT)、山财大燕山校区(BRT)、山东技师学院(BRT) |         |  |
| BRT-5           | 全运媒体村（National Games Media Village）～济南站（Jinan Railway Station） 6:00～22:00 6:00～22:30 全运媒体村、龙鼎大道龙翔路、全运运动员村、龙奥大厦南门、地铁龙奥大厦站、体育场西、万象城、省博物馆、华洋名苑、经十路浆水泉路、燕山立交桥东、燕山立交桥北(BRT)、和平路东口(BRT)、甸柳庄(BRT)、工业南路西口(BRT)、省图书馆(BRT)、洪家楼、花园路洪家楼西路、花园路山大路、花园路历山路、长盛小区、明湖东路菜市庄街大明湖火车站、大明湖北门、北关、河套庄、明湖西路济安街、明湖西路茂新街、经一纬二、济南站 |         |  |
| BRT-6           | 北全福（Beiquanfu）～省立医院东院区（Shandong Provincial Hospital East Campus） 6:00～22:00 (6月1日-国庆假期结束) 6:00～22:05 (6月1日-国庆假期结束) 6:00～21:00 (国庆假期结束-5月31日) 6:00～21:05 (国庆假期结束-5月31日) 北全福(BRT)、全福立交桥西(BRT)、全福立交桥(BRT)、工业北路电建路(BRT)、幸福苑(BRT)、裕辛苑(BRT)、黄台电厂(BRT)、幸福柳广场西(BRT)、幸福柳广场(BRT)、张马屯(BRT)、张马屯西(BRT)、盛福花园(BRT)、花园东路(BRT)、康虹路(BRT)、贤文庄(BRT)、新泺大街西口(BRT)、燕山新居(BRT)、省立医院东院区(BRT)、渤海银行（下行）、经十路奥体西路（下行）、地铁奥体中心（下行） | 13.1km  |  |
| BRT-7           | 济南大学（Jinan University）～邹庄新村（Zouzhuang Xincun） 6:00～21:00 6:00～21:00 济南大学、后龙、青龙山长途客运站、王官庄小区、王官庄、试验机厂、南辛庄西路南辛庄街、南辛庄西路经十路、经十路营市西街、 经十路段兴西路、 腊山立交桥、二环西路经六路(BRT)、二环西路张庄路(BRT)、二环西路日照路(BRT)、二环西路威海路(BRT)、匡山立交桥南(BRT)、匡山村西(BRT)、二环西路清源路(BRT)、二环西路粟山路(BRT)、西沙小区(BRT)、二环西路美里路(BRT)、西沙庄北、美里路西沙中路、海那城、邹庄新村 | 15.0 km |  |
| BRT-8           | 郭店立交桥西（Guodian Overpass West）～解放桥北（Jiefangqiao North） 5:30～21:30 5:30～21:30 郭店立交桥西(BRT)、工业北路凤鸣路(BRT)、济钢(BRT)、济钢西门(BRT)、工业北路钢化路(BRT)、市立三院(BRT)、工业北路凤凰北路(BRT)、地铁王舍人站(BRT)、工业北路开源路(BRT)、张马屯东(BRT)、地铁张马屯站(BRT)、幸福柳广场(BRT)、幸福柳广场西(BRT)、黄台电厂(BRT)、裕辛苑(BRT)、幸福苑(BRT)、工业北路电建路(BRT)、全福立交桥(BRT)、全福立交桥西(BRT)、北全福(BRT)、南全福街(BRT)、车站北街(BRT)、历山路东(BRT)、历山路站(BRT)、花园路(BRT)、解放桥北 |         |  |
| BRT-9           | 燕山立交桥北（Yanshan Overpass North）～大涧沟北（Dajiangou North） 6:00～21:30 5:50～21:30 燕山立交桥北(BRT)、燕山立交桥南(BRT)、山财大燕山校区(BRT)、山东技师学院(BRT)、山大兴隆山校区(BRT)、兴隆山庄西(BRT)、二环南路舜世路(BRT)、国网技术学院(BRT)、二环南路舜德路(BRT)、二环南路舜耕路(BRT)、二环南路玉兴路(BRT)、英雄山立交桥南、南苑小区、分水岭、分水岭南、南康、鲁能领秀公馆、大涧沟北 |         |  |
| BRT-10          | 凤凰山立交桥（Fenghuangshan Overpass）～黄岗路（Huanggang Rd.） 6:00～21:00 6:00～21:00 凤凰山立交桥(BRT)、腊山热源厂南(BRT)、二环西路二环南路(BRT)、二环西路簸箕山南路(BRT)、二环西路克朗山南路(BRT)、前魏华庄(BRT)、二环西路刘长山路(BRT)、二环西路腊山路(BRT)、普照园小区(BRT)、腊山立交桥南(BRT)、二环西路经六路(BRT)、二环西路张庄路(BRT)、二环西路日照路(BRT)、二环西路威海路(BRT)、匡山立交桥南(BRT)、黄岗路(BRT) | 11.7 km |  |
| BRT-11夜BRT-11  | 全福立交桥（Quanfu Overpass）～济南东站公交西枢纽（Jinandong Railway Station West Bus Terminal ） 5:30～23:00 6:00～24:00 **22点以后班次为夜BRT-11 全福立交桥(BRT)、工业北路电建路(BRT)、幸福苑(BRT)、裕辛苑(BRT)、黄台电厂(BRT)、幸福柳广场西(BRT)、幸福柳广场(BRT)、地铁张马屯站(BRT)、张马屯东(BRT)、工业北路开源路(BRT)、地铁王舍人站(BRT)、工业北路凤凰北路(BRT)、王舍人实验小学、凤凰北路杨家路、凤凰北路陈家路、凤凰北路响泉街、凤凰北路望华北街、王舍人实验中学、济南东站公交西枢纽 | 11.3 km |  |
| K9              | 省建筑机械厂（Shandong Construction Machinery Factory）～济南站（Jinan Railway Station） 5:25～21:30 6:00～22:05 省建筑机械厂、二环西路簸箕山南路（下行）、省建筑机械厂西门（下行）、前魏华庄(BRT)、二环西路刘长山路(BRT)、二环西路腊山路(BRT)、普照园小区(BRT)、腊山立交桥南、腊山立交桥、经十路段兴西路、经十路营市西街、营市街经十路（下行）、营市街经六路、槐村街经四路、经一纬十二、西市场（上行）、经一纬九、经一纬六、经一纬五、济南站（不清客终点站，在站东街）、济南站（上行，在经一路）。 | 21.2km  |  |
| B57             | 大坝公交车场（Daba Bus Terminal）～济钢新村（Jigang Xincun） 6:00～22:00 (6月1日-国庆假期结束) 5:50～21:30 (6月1日-国庆假期结束) 6:00～21:00 (国庆假期结束-5月31日) 5:50～21:00 (国庆假期结束-5月31日) 大坝公交车场、公交维修公司（下行）、大坝、泺口服装城、动物园、工人新村北村、工人新村南村、长途汽车站、北园大街东工商河路、三孔桥、北园大街生产路、北园大街北关北路、北园立交桥、北园大街水屯路、东泺河路(BRT)、历山路(BRT)、车站北街(BRT)、南全福街(BRT)、北全福(BRT)、全福立交桥西(BRT)、全福立交桥(BRT)、工业北路电建路(BRT)、幸福苑(BRT)、裕辛苑(BRT)、黄台电厂(BRT)、幸福柳广场西(BRT)、幸福柳广场(BRT)、地铁张马屯站(BRT)、张马屯东(BRT)、工业北路开源路(BRT)、地铁王舍人站(BRT)、工业北路凤凰北路(BRT)、市立三院(BRT)、工业北路钢化路(BRT)、济钢西门(BRT)、济钢(BRT)、济钢新村 | 21.2km  |  |
| B70             | 盖家沟（Gaijiagou）～银座商城（Inzone Mall） 6:00～21:30 (6月1日-国庆假期结束) 6:40～22:10 (6月1日-国庆假期结束) 6:00～21:00 (国庆假期结束-5月31日) 6:40～21:40 (国庆假期结束-5月31日) 盖家沟、历城区政府宿舍、高墙王、石门(BRT)、荷花路西口(BRT)、全福立交桥北(BRT)、南全福街东口(BRT)、鑫达小区(BRT)、花园路中段(BRT)、省图书馆、百花公园东门、二环东路山大南路、山大南路二环东路、闵子骞路益寿路、百花剧院、解放路山大路、中心医院、解放桥南（下行）、山东新闻大厦（下行）、泺源大街棋盘街（下行）、银座商城（不清客终点站）、舜井街（上行）、青龙桥南（上行） |         |  |
| K125            | 白马山公交车场（Baimashan Bus Terminal）～成丰桥（Chengfengqiao） 6:00～22:00 (6月1日-国庆假期结束) 6:35～22:35 (6月1日-国庆假期结束) 6:00～21:00 (国庆假期结束-5月31日) 6:35～21:35 (国庆假期结束-5月31日) 白马山公交车场、宏瑞国际星城、方信家园、白马山南路东口、王官庄小区（下行）、王官庄、试验机厂、南辛庄街南辛庄西路、南辛庄、 经七路西口、经七路振兴中街、经七纬十二、经七纬八、省立医院、十一中、长途客运中心、天桥区政府、堤口路东口（下行）、成丰桥（不清客终点站）、西工商河路堤口路（上行） |         |  |
| B165            | 还乡店（Huanxiangdian）～新世界商城（Xinshijie Shangcheng） 6:00～21:30 (6月1日-国庆假期结束) 6:30～22:20 (6月1日-国庆假期结束) 6:00～20:00 (国庆假期结束-5月31日) 6:30～21:20 (国庆假期结束-5月31日) 还乡店、幸福苑（上行）、齐鲁制药、工业北路电建路(BRT)、全福立交桥(BRT)、南全福街东口(BRT)、鑫达小区、二环东路花园路、洪家楼、花园路洪家楼西路、花园路山大路、花园路历山路、省临床中心历山院区、东仓、解放桥北、解放桥南、山东新闻大厦、泺源大街棋盘街、银座商城、泉城广场、趵突泉南门、饮虎池、杆石桥南、民生大街经八路、民生大街经十路（下行）、英雄山北（下行）、新世界商城（不清客终点站）、英雄山文化市场（上行）、省体育中心东（上行）、民生大街经十路（上行） |         |  |
| K229            | 虞麓花园（Yulu Huayuan）～郭家（Guojia） 6:00～20:30 6:40～21:15 虞麓花园、虞麓花园西、虞麓花园南、虞山花园、虞山新居、虞山路虞山西路 、加州风情商业街、加州东部世界城、李西小区、虞山路港西路、相公庄、机场路虞山路、机场路工业北路、郭店立交桥西(BRT)、工业北路凤鸣路(BRT)、 济钢(BRT)、济钢西门(BRT)、工业北路凤箫路(BRT)、市立三院(BRT)、工业北路凤凰北路(BRT)、地铁王舍人站(BRT)、郭家(BRT) |         |  |

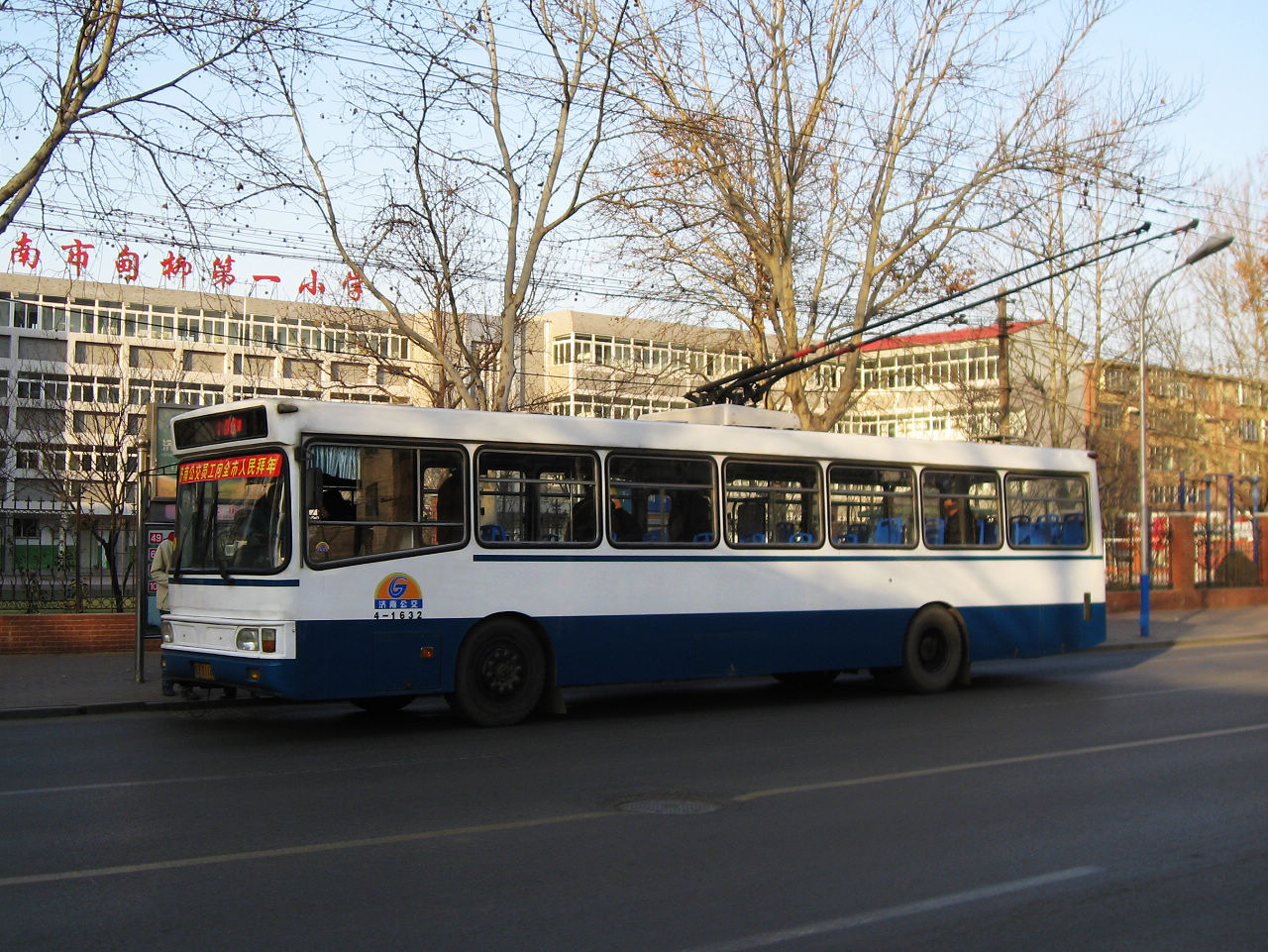
停靠在葛家庄站的102路电车。此车型为济南无轨电车系统曾经所使用的唯一车型JK6120D

## 历史

### 1977至1989年
- 1977年1月1日，济南市第一条无轨电车线路1路电车（即今101路的前身）正式通车，线路起止点为工人医院（现市立五院）～荣军医院（现百花剧院），经由经十路、纬十二路、经四路、共青团路、泉城路、解放路。
- 1978年1月1日，2路电车（即今102路的前身）建成通车，线路起止点为红星影院～解放桥，经由纬十二路、经七路、文化西路、历山路。
- 1979年5月，1路电车与2路电车行“耳朵环城”线，由工人医院沿经十路向东，到五里牌坊，向北，再沿经四路、共青团路、泉城路到解放桥向南，经历山路到文化路、经七路至经五纬十二路口，然后沿原路线返回解放桥再到工人医院。
- 1979年11月，1路电车改由解放桥向南沿历山路、文化西路、经七路、纬十二路、经四路、共青团路、泉城路至解放桥。
- 1980年2月，1路电车改由工人医院至解放阁。
- 1980年5月，1路电车东延至甸柳庄。
- 1989年9月1日，2路电车东延至葛家庄。

### 1990至1999年
- 1990年8月1日，3路电车开通，线路起止点为葛家庄～解放阁，大致利用原有1路电车、2路电车线网，基本未架设新线。
- 1992年，为规范公交车路线编号，1路电车、2路电车、3路电车分别改为101路、102路、103路。
- 1992年8月8日，泺源大街、经七路西段开通，102路电车同日葛家庄—建材学院全线开通运营。
- 1992年冬，102路开行早间学生专线车，约6:20自建材学院始发，方便沿途九中、十九中、二十中、市实验初中、三中、育英中学、育英中学、省实验中学、回民中学、铁一中（现济南中学）、二中、山师附中等学生早间通学。此后，102路早间学生专线车在每年约11月10日起至次年2月底，非寒假时段的周一至周五开行。
- 1995年1月3日（元旦后第一个工作日）17时52分，和平路羊头峪沟附近发生电缆沟爆炸事故，共造成13人死亡、49人受伤，受其影响102路电车停运。经连夜抢修，自1月4日首班车起，恢复正常营运。
- 1997年，102路电车主站从葛家庄迁至建材学院。
- 1997年冬，重汽济客研制的12米单机无轨电车样车上线试运行，型号JK6120D，自编号1600，配属101路，样车与量产车最大区别为样车前半部分车辆座椅下方为凸出的台阶，同时车内配置电风扇。后济南公交陆续采购140部（含样车）陆续上线运营，自编号1600～1639、2000～2039、2400~2419、2241~2260、3410～3419。在相当长的一段时间内，JK6120D是济南公交运营的唯一型号的无轨电车，该批电车上线运营时未设辅源，后自行改装增加辅源及集电杆自动升降装置。

### 2000至2009年
- 2000年4月25日，教育部批复山东建筑材料工业学院与济南联合大学合并组建济南大学，原102/104路主站建材学院随即相应更名为“济南大学”。
- 2000年9月26日，104路电车开线，济南大学—泉城广场（现趵突泉东门）。
- 2001年，泉城路二次拓宽改造，101路改经由趵突泉北路、黑虎泉西路、黑虎泉北路运营，在趵突泉北路、黑虎泉西路、黑虎泉北路相应架设线网。
- 2002年9月28日，泉城路省府前街至院前街改造为步行街，禁止机动车通行。
- 2003年，泉城路增加东向西机动车单行功能，公交车双向通行，但因无线网，101路未恢复泉城路运行。
- 2003年2月15日，102路东部终点站改为沿燕子山路向北、解放路向东、二环东路向南、和平路向西单向循环运行。
- 2005年8月9日，因南辛庄西路施工，102路、104路临时缩线至机床二厂，夜间在南辛庄街临时停放。
- 2006年6月7日～9日，102路开通“高考直通车”，根据高考时间增发特定班次由济南大学开往葛家庄，途经济南九中、实验中学、山师附中等学校，考生免费乘坐。此后，“高考直通车”坚持每年开行，同时增加开行“中考直通车”（具体开行年份不详）。
- 2007年4月，二环东高架路开工，在项目前期，济南市公用事业局、济南市公交总公司曾致力于推动结合高架道路同步建设无轨电车线网，开行无轨电车BRT，但因济南市规划局不同意无轨电车线网架设，该项目未能有所进展，也未进行相关工程预留。
- 2007年6月26日，102路在恢复停驶近2年的南辛庄西路，恢复济南大学始发；104路临时停运、济南大学—营市街临时区间线路停运。
- 2007年8月28日，104路恢复济南大学—经四纬十。
- 2008年8月11日，因道路施工，103路电车停运。
- 2008年10月2日，因南辛庄街施工，为保证102路维持营运，在南辛庄街辅路假设临时线网供102路使用。
- 2009年9月27日，103路电车恢复姚家庄—大观园原线运营。

### 2010至2019年
- 2010年，因趵突泉南路（泺源大街—文化西路段）改造，线网拆除，103路改为姚家庄—经四路西口，经由改线段经由解放路、黑虎泉北路、黑虎泉西路、趵突泉北路、共青团路、经四路运营。
- 2010年10月13日，因黑虎泉西路施工，101路电车停运，改由汽车代运恢复泉城路运营，同时线路延长为辛西路北口—姚家庄；103路停运。改造后黑虎泉西路不再保留无轨电车线网，黑虎泉北路（泉城路—黑虎泉西路段）线网也同时拆除。
- 2011年3月17日，改造完成的首部JK6120D型双源无轨电车投入试运行，101路陆续恢复为双源无轨电车运营。
- 2011年6月21日，停运半年多之后，103路电车恢复姚家庄—大观园原线运营。
- 2012年2月16日，二环西高架路开始建设，济南市公用事业局、济南市公交总公司继续推动二环西路无轨电车BRT方案，提出在二环西路（大魏—段店立交桥（今腊山立交桥）段）、经十路（腊山立交桥—市立五院）段架设线网，开行大魏—济南大学BRT线路。该项目最终未能落地，但在高架桥桥墩建设时，预留了无轨电车线网横臂的安装预埋件。
- 2013年3月22日，开通K101路，本线为101路电车的大站快车，由空调汽车营运。
- 2013年6月23日，因和平路施工，102路缩线为济南大学—山东新闻大厦，自山东新闻大厦后经历山路向南、文化西路向西、趵突泉南路向北、泺源大街向西返回济南大学。
- 2013年6月30日，因泉城路施工，101路临时经由趵突泉北路、黑虎泉西路、黑虎泉北路脱线运营。
- 2013年9月，济南市提出“电车复兴计划”，计划拟采用宽3m、长18m无轨电车，在2020年前开设23条无轨电车线路，总长304.3公里。此计划未世纪执行，3m宽无轨电车也未试制样车。
- 2013年10月10日，40部12米双源空调无轨电车招标，宇通中标，型号分别为ZK5125A（铅酸电池，自编号1600～1619）、ZK6125BEVG5（锂电池，自编号1620～1639）各20部，综合单价88.2万元/部。
- 2014年1月26日，宇通12米双源空调无轨电车陆续上线运营，暂时执行普通公交票价。
- 2014年5月7日，因和平路道路施工，101路取消和平路、燕子山路运营，部分车次取消和平路东口站延长至姚家庄（沿途未设置站牌，停靠103路车站），部分车次在和平路东口调头返回甸柳庄向西返回；103路停运，104路调整为济南大学—经五纬十二。
- 2014年6月22日，和平路主路具备通行条件，但电车线网未架设完毕，102路由汽车代运恢复济南大学—葛家庄全线运营，电车继续执行102路区间车济南大学—山东新闻大厦。在电车线网架设完毕后，因还存在部分过街电缆搭接在电车线网上方通过、电车线网平行架设有部分供电线路、杆式变压器等安全隐患，电车暂不开通运营，102路全程车继续由汽车代运。
- 2014年7月4日，102路增加空调电车，路号显示为K102路，采用普通车、空调车混跑模式。
- 2014年10月11日，趵突泉北路施工结束，103路恢复原线路运行。104路恢复由济南大学开往趵突泉东门。
- 2014年11月21日，中通12米双源空调无轨电车样车上线空载试运行。
- 2014年12月28日，60部12米双源空调无轨电车招标，中通中标，型号为LCK6123GEV（锂电池，自编号1640～1699），国家补贴后综合单价为36.66万元/部。后中通同型号样车加入营运，自编号1700。
- 2015年3月8日，和平路整修完毕，具备电车通行条件，102路电车济南大学—葛家庄全线恢复，102路临时区间车取消。同日，开通K102路，施行“豪普结合”运行模式，其中16部汽车为豪华配车，无轨电车38部为普通车。
- 2015年6月24日，因经四路（小纬六路—纬二路段）道路施工，101路临时绕行纬六路、经七路、纬二路，东行在大观园站、西行在省立医院站设置临时捕捉器；104路停运。
- 2015年7月20日，经四路（小纬六路—纬二路段）道路施工完毕，101路恢复原线，东行在大观园站、西行在省立医院站设置的临时捕捉器拆除。
- 2015年11月17日，因共青团路（顺河东街—筐市街段）施工，101路绕行顺河东（西）街、普利街；103路缩线为姚家庄开往泉城广场，由泺源大街向东、历山路向北恢复原线；104路缩线为济南大学至经五纬十二。
- 2016年1月10日，104路电车部分恢复原线，临时运营线路为济南大学—齐鲁银行，至齐鲁银行后沿顺河西街向南，脱线运行至杆石桥，在杆石桥站设临时捕捉器。
- 2016年7月27日，工业北路高架路开始建设，高架桥桥墩建设时，预留了无轨电车线网横臂的安装预埋件。
- 2017年1月17日，亚行项目技术援助团队、ITDP（美国交通与发展政策研究所）的咨询顾问团队、CDIA专家团队到济南市进行考察，并启动亚行山东泉城绿色现代无轨电车公交示范项目技术援助。
- 2017年4月13日，亚洲发展银行（Asia Development Bank）发布山东泉城绿色现代无轨电车示范项目，项目编号为50010-001，项目类型为技术援助类项目。
- 2017年4月24日至28日，为期5天的山东泉城绿色现代无轨电车公交示范项目亚行贷款实情考察会顺利召开。亚行东亚交通处处长罗伯特先生及其专家团队就项目建设内容、线网方案、工程概算、融资计划、实施安排及保证条件等有关事项与我市相关部门进行进一步探讨与优化。项目主要建设“三横五纵”现代无轨电车网络，线网总长度为111.2km，实施公交站台改造提升、配套基础设施建设、车辆购置等八大工程。
- 2017年5月14日，宇通电车在泺源大街泉城广场南侧发生自燃事故，起火点为车顶后部，无人员伤亡。
- 2017年5月25日，共青团路（顺河东街—筐市街段）施工完毕，101路、103路、104路公交线路恢复原线路运行。
- 2017年8月，济南利用亚洲开发银行贷款建设山东泉城绿色现代无轨电车公交示范项目可研报告获省发改委批复，标志着济南首次尝试利用外资推进的交通运输基础设施建设正式“落地”。 根据项目可研报告，项目总投资27.35亿元，其中使用亚洲开发银行贷款1.5亿美元（约合人民币10.46亿元），这也是截至当时山东省获得贷款金额最大的单个项目。
- 2018年7月17日，103路、104路空调电车逐步改为K103路、K104路，实行普通车与空调车混跑模式。
- 2018年7月30日，JK6120D型非空调电车在104路最终运营，此后济南电车全部为双源空调无轨电车。
- 2019年8月6日，配合济南市零点公交线网实施，K101路、K102路开行“零点公交”，首站末班发车时间为24:00，每天22:00及之后发出班次线路号改为“夜101”、“夜102”路。
- 2019年10月9日，济南市城乡交通运输局发布《山东泉城绿色现代无轨电车公交示范项目工程监理资格预审公告（代招标公告）》，这也意味着济南无轨电车项目迈出了新的一步。本项目线新建线网长约111.2km，计划投资约973.23万元。公告显示，无轨电车项目主要分为五个标段，一标段为齐鲁大道至郭店立交，二标段为二环北路至二环南路、英雄山立交至二环东路，三标段为二环北路至凤凰山立交，四标段为全福立交公交场站、济南大学公交场站、西客站公交枢纽、省立医院东院换乘枢纽、二环西路大魏公交场站，五标段为孙村公交综合维修基地。项目预计于2021年上半年建成，预测建成后日运量约为158万人次，约占主城区公交客流总量的60%（不含轨道交通）。预计有7%的小汽车使用者，将选择现代无轨电车出行。
- 2019年11月23日，当日0时起，K101路开始24小时运营，夜间间隔约1小时，线路号全天表示为“24小时K101路”。（注：新冠疫情期间，夜间时段曾短暂停止运营，后恢复）

### 2020至今
- 2020年1月1日，山东泉城绿色现代无轨电车元旦正式在K103路试运行，车辆初期配车4部，后陆续增加至15部。
- 2020年2月17日，山东泉城绿色现代无轨电车公交示范项目土建施工在北园大街车站北街路段开始。
- 2020年2月底，受新冠疫情影响，致力于推进“山东泉城绿色现代无轨电车”项目的山东省委常委、济南市委书记王忠林离任，改任湖北省委常委、武汉市委书记。已经开工的北园大街无轨电车线网工程无限期暂停，无轨电车订单在15部12米无轨电车（自编号1701～1715）、10部18米无轨电车（LCK5180A，自编号1716～1725）到货后暂停，后续未交付车辆拟改为纯电动公交车。
- 2020年3月，中通18米双源无轨电车（LCK5180A）投入BRT-7路、BRT-4路高峰运营。BRT-7路在南辛庄西路段部分采用挂线运行，BRT-4路全程采用脱线运行，在白天时段，BRT-4路无轨电车利用二环东路K102路原葛家庄车场进场线进行充电。
- 2020年5月2日，解放东路复合公交走廊开通，K103路改为B103路，首站由姚家庄改为砚泉（路中BRT车站），但解放东路未恢复线网，B103路在解放东路脱线运行，姚家庄车队院内充电线网保留。
- 2020年冬，受到疫情、初高中学生数量减少、初中生就近入学、高中学校搬迁至郊外、市区居民年龄结构老龄化、私家车普及、定制公交开行等多重因素影响，现阶段已不再有足够数量的学生乘坐学生专线车，K102路学生专线车在2020年冬季未再开通。自1992年开通至2019年，102路冬季学生专线车连续开行28年。
- 2021年1月，中通18米双源无轨电车（LCK5180A）投入BRT-5路运营，全程采用脱线模式。
- 2021年3月6日，济南市城乡交通运输局召开全市交通运输工作会议，宣布将加快构建“轨道交通+无轨电车”快速公共交通走廊。
- 2021年4月14日，济南公交召开山东泉城绿色现代无轨电车公交示范项目建设攻坚誓师大会。
- 2022年1月，二环西路无轨电车线网开始架设，至月底基本完成。根据计划，下一步拟进行北园高架路、工业北高架路、二环东高架路下线网架设工程。
- 2022年2月10日，北园大街（含无影山中路、青岛路、工业北路）、二环东路（含将军路）无轨电车线网开始架设。
- 2022年3月18日，BRT-7路无轨电车开始载客运营，济南市无轨电车营运线路增加至5条。（注：此前BRT-7路无轨电车也曾在南辛庄西路搭线运行。）
- 2022年3月23日，BRT-10路无轨电车开始载客运营，济南市无轨电车营运线路增加至6条。
- 2022年4月7日，为配合济南轨道交通4号线市立五院站施工，K101路调整为济南大学开往甸柳庄，K104路临时停运，济南无轨电车营运线路减少至5条。
- 2022年9月13日，BRT-1路无轨电车开始载客运营（青岛路齐州路站～西苑小区站区段），济南市无轨电车营运线路增加至6条。
- 2023年1月6日，BRT-4路无轨电车开始载客运营，济南市无轨电车营运线路增加至7条。
- 2023年2月1日，BRT-8路无轨电车开始载客运营，济南市无轨电车营运线路增加至8条。
- 2023年2月7日，B57路无轨电车开始载客运营，济南市无轨电车营运线路增加至9条。
- 2023年2月8日，BRT-11路无轨电车开始载客运营，济南市无轨电车营运线路增加至10条。
- 2023年3月15日，K125路无轨电车开始载客运营，济南市无轨电车营运线路增加至11条。
- 2023年4月22日，BRT-5路无轨电车开始载客运营，济南市无轨电车营运线路增加至12条。
- 2023年4月22日，BRT-9路无轨电车开始载客运营，济南市无轨电车营运线路增加至13条。
- 2023年5月16日，BRT-6路无轨电车开始载客运营，济南市无轨电车营运线路增加至14条。
- 2023年5月25日，B70路无轨电车开始载客运营，济南市无轨电车营运线路增加至15条。
- 2023年8月8日，K229路无轨电车开始载客运营，济南市无轨电车营运线路增加至16条。
- 2023年10月18日，B165路无轨电车开始载客运营，济南市无轨电车营运线路增加至17条。
- 2023年11月4日，K9路二环西路路段调整至路中BRT车道，无轨电车开始载客运营，济南市无轨电车营运线路增加至18条。

## 现状
目前（2024年6月时点），济南市无轨电车系统共有18条运营线路（K9路、B57路、B70路、K101路、K102路、B103路、K125路、B165路、K229路、BRT-1路、BRT-4路、BRT-5路、BRT-6路、BRT-7路、BRT-8路、BRT-9路、BRT-10路、BRT-11路），部分线路除无轨电车外有纯电动客车等其他车辆混跑。 
　　另外，部分定制公交在使用无轨电车运营时，在有线网路段也会挂线运营。 

## 车辆
目前济南市无轨电车系统配车430台，其中18米车100台，12米车330台。430台车辆中部分已不再上线运营，部分仍在生产中，所有车辆均为双源无轨电车。
ZK6125BEVG5型（锂电池）：自编号1620~1639，共20部，自2014年1月起运营。
LCK6123GEV型：自编号1640~1699，共60部，自2016年4月起运营。
LCK5120A型（第一批）：自编号1701~1715，共15部，自2020年1月1日起在B103路运营，该车辆为“山东泉城绿色现代无轨电车”项目车辆。
LCK5180A型（第一批）：自编号1716~1725，共10部，自2020年3月起陆续在BRT-7路、BRT-4路、BRT-5路运营（BRT-4路、BRT-5路全程脱线），该车辆为“山东泉城绿色现代无轨电车”项目车辆。
LCK5180A型（第二批）：自编号1726~1740，共15部，该车辆为“山东泉城绿色现代无轨电车”项目车辆。
LCK5120A型（第二批）：自编号1741~1765，共25部，自2022年3月18日起在BRT-7路、BRT-10路运营，该车辆为“山东泉城绿色现代无轨电车”项目车辆。
LCK5180A型（第三批）：自编号1766~1840，共75部，该车辆为“山东泉城绿色现代无轨电车”项目车辆。
LCK5120A型（第三批）：自编号1841~1950，共110部，自2022年1月起运营，该车辆为“山东泉城绿色现代无轨电车”项目车辆。
LCK5120A型（第四批）：自编号1951~2050，共100部，自2022年3月起运营。
曾用车辆：
京一型
SK561型
SK561G型
JK6120D型：第一批自编号1600～1639（其中1600为试验车）、第二批2000～2039、第三批2400~2419、第四批2241~2260、第五批3410～3419，共140部。该型无轨电车曾经为济南市无轨电车系统所使用的唯一型号，约自2007年11月上线运营，于2018年7月30日最终运营，之后仅保留少量部分车辆作为教练车使用以及一部（自编号2244）静态展示于山东交通学院长清校区。
ZK5125A型（铅酸电池）：自编号1600~1619，共20部，自2014年1月起运营，2022年1月最终运营。
LCK6123GEV型：自编号1700试验车。

## 未来发展
济南市目前对无轨电车的发展持相对积极的态度，相关部门有在市区大规模发展无轨电车的计划，并于2021年下半年开始实质性进展。在济南市交通运输委、济南公交集团的努力下，二环西路、北园大街（含青岛路、无影山中路、工业北路）、二环东路无轨电车BRT项目已经建成通车，二环南路线网也架设完成，新购置的无轨电车车辆陆续到位。在2023年中，随着无轨电车车辆陆续到位、驾驶员逐步取得N本驾照，将有更多线路逐步改为使用无轨电车运行。